# Каскевич Михайло Григорович
Миха́йло Григо́рович Каске́вич (нар. 17 лютого 1948, м. Ніжин Чернігівська область — 20 червня 2004, м. Київ) — український політичний діяч, Міністр праці України (1991—1996), Голова Чернігівської обласної державної адміністрації (1998—1999).
Академік АЕНУ. Заслужений економіст України (1998).

## Біографія
Михайло Каскевич народився 1948 року в м. Ніжині Чернігівської області УРСР.
Батько — Григорій Володимирович, водій АТП; мати — Катерина Макарівна, вчителька.
По завершенні військової служби в лавах Радянської армії у 1969 році вступив до Київського інституту народного господарства ім. Д. С. Коротченка на планово-економічний факультет, який закінчив у 1973 році.
З серпня 1973 року по жовтень 1976 року — робота в Держплані УРСР на посадах інженера-математика-програміста, економіста, старшого економіста. З жовтня 1976 року по березень 1980 року — референт Ради Міністрів УРСР. З березня 1980 року по серпень 1991 року — начальник підвідділу, заступник начальника відділу, начальник відділу Держплану УРСР.
1 серпня 1991 року призначений заступником Міністра УРСР у справах роздержавлення власності і демонополізації виробництва.
29 жовтня 1991 року призначений Міністром праці України. Під час керівництва Михайла Каскевича Міністерством розроблені законодавчі засади функціонування ринку праці України в умовах ринкової економіки. Термін безперервного перебування на чолі Міністерства праці (з урахуванням періодів виконання обов'язків) перевищив 4 роки та 9 місяців, що є одним з найбільших показників для міністрів в історії українського Уряду. За цей час змінилося 6 керівників Уряду України. Пішов у відставку з посади Міністра праці 8 серпня 1996 року після призначення Прем'єр-міністром України Павла Лазаренка.
З листопада 1996 по січень 1997 року — віцепрезидент УСПП.
З січня 1997 року по квітень 1998 року — Керівник Контрольного управління Адміністрації Президента України.
З квітня 1998 року по серпень 1999 року — Голова Чернігівської обласної державної адміністрації.
30 вересня 1999 року призначений Головою Державного комітету України у справах захисту прав споживачів. 10 січня 2000 року звільнений з цієї посади у зв'язку з ліквідацією комітету.
1 квітня 2003 року призначений виконавчим секретарем Державної комісії з цінних паперів та фондового ринку.
Помер Михайло Каскевич 20 червня 2004 року в клінічній лікарні «Феофанія» у віці 56 років. Офіційна причина смерті — інфаркт міокарда.
Похований у Києві на Байковому кладовищі.